# Bo Garp
Bo Matsson Garp var en svensk kyrkomålare från Kåddis, verksam under 1500-talet.
Garp fick sitt namn efter Per Garp och var troligen en bonde i socknen och ägare av en gård i byn Kåddis. Hans tillnamn Garp tyder på att han var av tysk härkomst eller åtminstone att hans anförvant Per Garp var det. För Backenkyrkan i Umeå utförde han på 1520-talet målningar på väggarna som troligen blev övermålade i början av 1700-talet. Ett trettiotal målningar på korväggarna och väggarna i andra travén frilades efter att man avlägsnat tre lager puts i slutet av 1800-talet och kopierades av lektor C.N. Pahl (1843-1906) i form av akvareller. Vid kyrkans restaurering 1909 blev originalmålningarna i huvudsak förstörda. Samtidigt som Garp utförde målningsarbetet i kyrkan avporträtterats han på ett mindre vördnadsfullt sätt församlingens präst Ragvald.
Enligt andra källor utförde han även väggmålningar med bibliska motiv i Skellefteå kyrka